# Ваешур
 Ваешур  — деревня в Бавлинском районе Татарстана. Входит в состав Покровско-Урустамакского сельского поселения.

## География
Находится в юго-восточной части Татарстана на расстоянии приблизительно 14 км по прямой на юг от районного центра города Бавлы у речки Ваешур.

## История
Основан в 1920-х годах.

## Население
Постоянных жителей было: в 1926 — 38, в 1938 — 72, в 1949—145, в 1958—109, в 1970—133, в 1979—146, в 1989—114, в 2002 − 88 (удмурты 88 %), 74 в 2010.